# Hajnice
Hajnice (en allemand : Haindorf) est une commune du district de Trutnov, dans la région de Hradec Králové, en Tchéquie. Sa population s'élevait à 1 045 habitants en 2020.

## Géographie
Hajnice se trouve à 9 km au sud de Trutnov, à 32 km au nord de Hradec Králové et à 115 km au nord-est de Prague.
La commune est limitée par Staré Buky et Trutnov au nord, par Úpice et Maršov u Úpice à l'est, par Brzice, Kohoutov et Kocbeře au sud, et par Vítězná et Pilníkov à l'ouest.

## Histoire
La première mention écrite de la localité date de 1386.